# Ilisha filigera
Ilisha filigera är en fiskart som först beskrevs av Valenciennes, 1847.  Ilisha filigera ingår i släktet Ilisha och familjen Pristigasteridae. Inga underarter finns listade i Catalogue of Life.